# La Chapelle-Forainvilliers
La Chapelle-Forainvilliers település Franciaországban, Eure-et-Loir megyében. Lakosainak száma 214 fő (2022. január 1.).

## Népesség
A település népességének változása:
| Lakosok száma | 70   | 77   | 120  | 171  | 187  | 199  | 201  | 194  | 196  | 214  |
|               | 1968 | 1982 | 1990 | 2006 | 2013 | 2015 | 2017 | 2019 | 2020 | 2022 |